# Seaborgium
Seaborgium ist ein ausschließlich künstlich erzeugtes chemisches Element mit dem Elementsymbol Sg und der Ordnungszahl 106. Es zählt zu den Transactinoiden (7. Periode, d-Block). Im Periodensystem der Elemente steht es in der 6. IUPAC-Gruppe, der Chromgruppe. Alle Seaborgium-Isotope sind radioaktiv. Es wurde erstmals 1974 erzeugt, etwa gleichzeitig im Kernforschungszentrum Dubna (Sowjetunion) und an der Universität von Kalifornien, Berkeley.

## Geschichte
Die Synthese des 106. Elements gelang im Juni 1974 sowjetischen Wissenschaftlern um Georgi N. Fljorow und Juri Z. Oganesjan am Kernforschungszentrum in Dubna. Mit einem Schwerionenbeschleuniger wurde ein Chromionen-Strahl mit einer Intensität von 200 Milliarden Teilchen pro Sekunde und einer Ionenenergie von 280 MeV auf ein Zielmaterial aus Blei verschiedener Massenzahl gerichtet. Es konnte die Bildung von Kernen nachgewiesen werden, deren spontaner Zerfall dem Element 106 zugeordnet werden konnte. Diese Studie wurde jedoch nicht als signifikanter Hinweis auf das Element 106 gewertet.
{\displaystyle \mathrm {^{208}_{\ 82}Pb\;+\;_{24}^{54}Cr\;\;{\xrightarrow {\;}}\;_{106}^{261}Sg\;+\;_{0}^{1}n} }
Drei Monate später im September 1974 gaben auch amerikanische Wissenschaftler der Arbeitsgruppe um Albert Ghiorso und Glenn T. Seaborg den Erfolg ihrer Anstrengungen bekannt. Sie beschossen Californium mit Sauerstoffkernen:
{\displaystyle \mathrm {^{249}_{\ 98}Cf\;+\;_{\ 8}^{18}O\;\;{\xrightarrow {\;}}\;_{106}^{263}Sg\;+\;4\;_{0}^{1}n} }
Weder von den sowjetischen noch von den amerikanischen Wissenschaftlern wurde in den darauf folgenden Jahren ein Name vorgeschlagen, denn inzwischen war man es offensichtlich leid, den „Namenskrieg“ fortzusetzen. Erst in neuerer Zeit wurde Seaborgium vorgeschlagen; eine Namensgebung, die von der IUPAC 1997 bestätigt wurde.

## Namensgebung

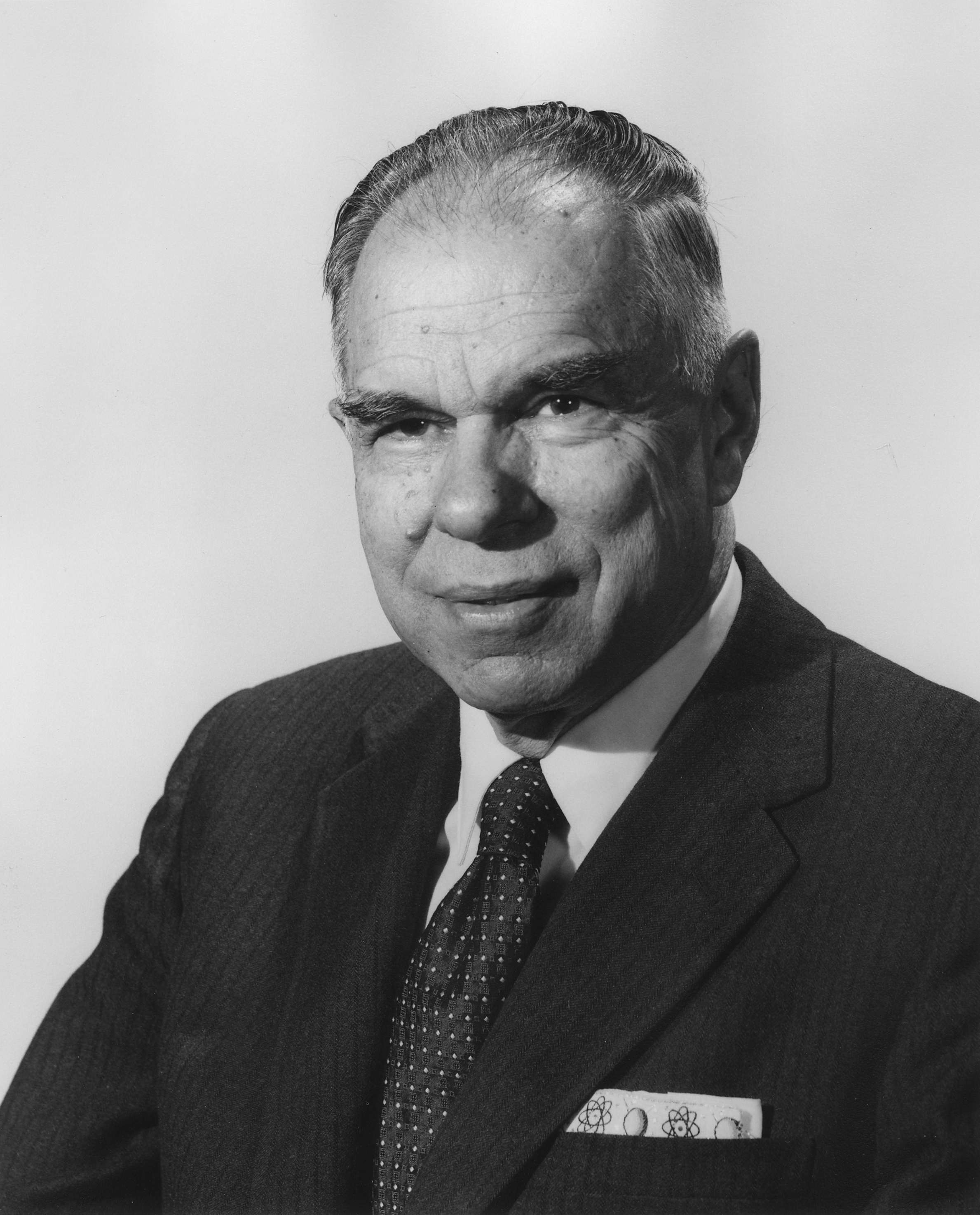
Glenn T. Seaborg

Nach der Entdeckung bekam das Element zunächst den systematischen Namen Unnilhexium (Un zu lat. unus „eins“, nil „null“ und griech. hexa „sechs“), entsprechend der Ordnungszahl 106. Es wurde auch als Eka-Wolfram (Sanskrit eka ‚eins‘, und Wolfram, also „eins unter Wolfram“) bezeichnet. Im Jahre 1997 erhielt es nach der Elementnamensgebungskontroverse den aktuellen Namen, der ihm zu Ehren des amerikanischen Chemikers Glenn T. Seaborg gegeben wurde. Seaborgium ist das erste Element, das nach einem Wissenschaftler noch zu dessen Lebzeiten benannt wurde. Glenn T. Seaborg starb am 25. Februar 1999. Für Element 118 wurde der Name Oganesson nach Juri Z. Oganesjan vorgeschlagen und am 30. November 2016 offiziell zuerkannt. Die Elemente Einsteinium und Fermium wurden zwar zu den Lebzeiten Einsteins und Fermis entdeckt und benannt, aber die Entdeckung wurde erst nach deren Tod auf der 1. Genfer Atomkonferenz, die vom 8. bis 20. August 1955 stattfand, öffentlich bekanntgegeben.

## Eigenschaften
Seaborgium ist ein künstlich erzeugtes, radioaktives Element der 7. Periode, das der 6. Nebengruppe zugeordnet werden kann, in der Wolfram das nächstleichtere Element ist. Es hat die relative Atommasse von 263,1182. Über seine Eigenschaften ist nur wenig bekannt, da es binnen kurzer Zeit wieder zerfällt und nur schwer zu untersuchen ist. Es wird geschätzt, dass der Schmelzpunkt von Seaborgium 2800 °C beträgt und der Siedepunkt 6500 °C.

## Isotope
Inzwischen konnten sechs Isotope synthetisiert werden, die allesamt sehr kurzlebig sind: 259Sg (0,48 s), 260Sg (3,6 ms), 261Sg (0,23 s), 263 Sg (0,9 s), 265Sg (2–30 s) und 266Sg (10–30 s).

## Verwendung
Das Element wurde ausschließlich zu Forschungszwecken hergestellt und hat darüber hinaus keine weitere Bedeutung.

## Sicherheitshinweise
Es gibt keine Einstufung nach der CLP-Verordnung oder anderer Regelungen, weil von diesem Element nur wenige Atome gleichzeitig herstellbar sind und damit viel zu wenige für eine chemische oder physikalische Gefährlichkeit.